# Petar Gojniković
Petar Gojniković war der Sohn des Fürsten Gojnik und Neffe Mutimirs, und herrschte als Groß-Župan über Raszien von circa 892 bis 917.
Er wurde mit Hilfe von Byzanz serbischer Groß-Župan und war deren Verbündeter, bis er von den Bulgaren unter Zar Simeon geschlagen und gefangen genommen wurde. Serbien kam zu dieser Zeit unter bulgarische Oberhoheit.
| Vorgänger | Amt                            | Nachfolger     |
| --------- | ------------------------------ | -------------- |
| Prvoslav  | Groß-Župan von Serbien 892–917 | Pavle Branović |

| Personendaten    | Personendaten                                                                                 |
| ---------------- | --------------------------------------------------------------------------------------------- |
| NAME             | Gojniković, Petar                                                                             |
| KURZBESCHREIBUNG | Sohn des Gojnik und Neffe Mutimirs, und herrschte als Groß-Župan über Serbien (circa 892–917) |
| GEBURTSDATUM     | 9. Jahrhundert                                                                                |
| STERBEDATUM      | um 917                                                                                        |